# Wasserbehälter in der Flur Am Wasserhaus (Schornsheim)

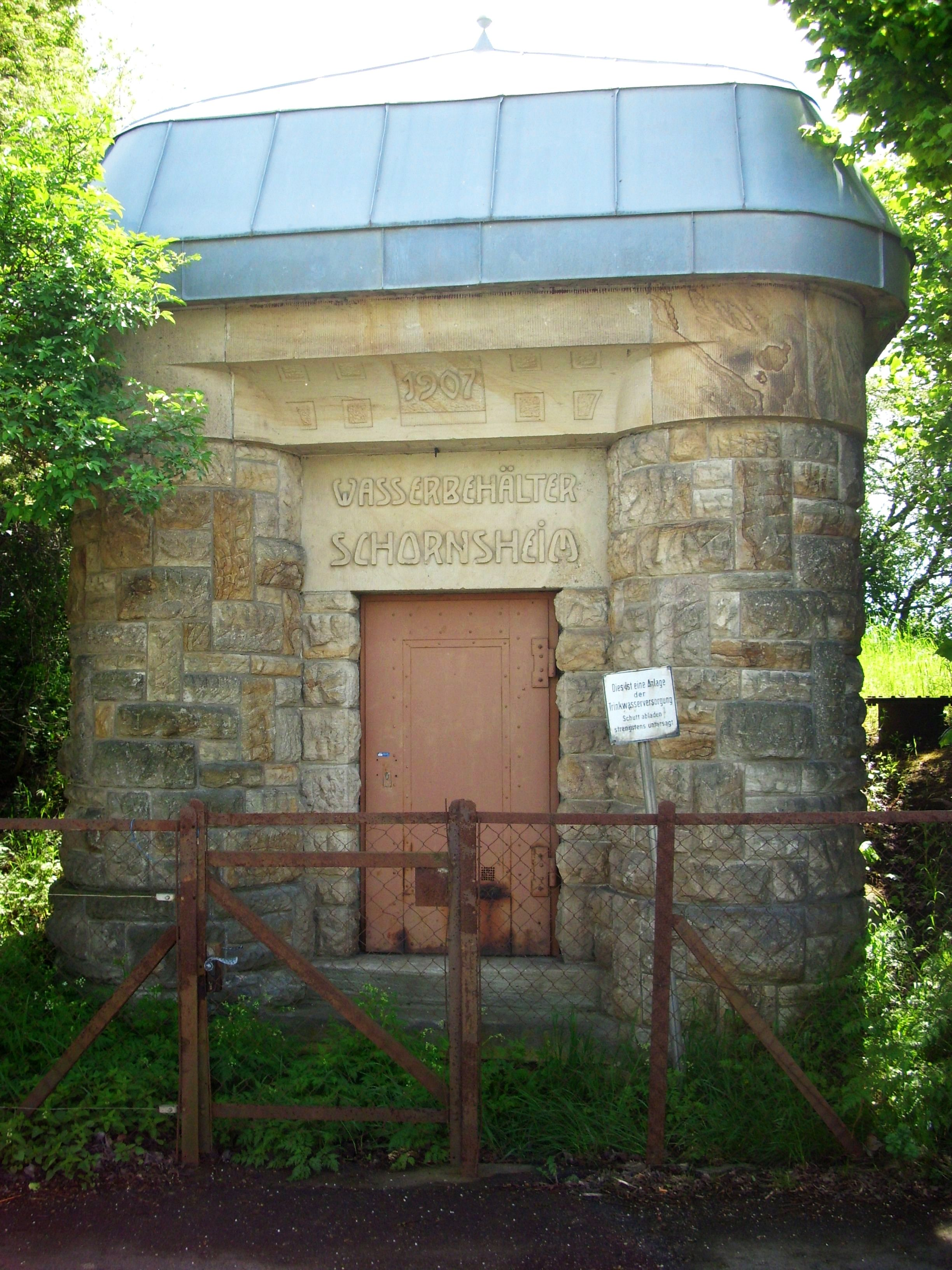
Wasserbehälter an der B 420 in Schornsheim

Der Wasserbehälter in der Flur Am Wasserhaus in Schornsheim, einer Ortsgemeinde im Landkreis Alzey-Worms in Rheinland-Pfalz, wurde 1907 errichtet. Der Wasserbehälter südwestlich des Ortes an der Bundesstraße 420 ist ein geschütztes Kulturdenkmal.
Der Typenbau in Formen des Jugendstils aus Sandsteinquadern ist mit der Jahreszahl 1907 bezeichnet.
Der Wasserbau-Ingenieur und Baubeamte Bruno von Boehmer entwarf und leitete von 1897 bis 1907 die Modernisierung der Wasserversorgung großer Teile Rheinhessens.